# Kurash tại Đại hội Thể thao Đông Nam Á 2021
Kurash là một trong những môn thể thao được tranh tài tại Đại hội Thể thao Đông Nam Á 2021 ở Việt Nam
Đây mới chỉ là lần thứ hai môn Kurash được Ban tổ chức đưa vào tranh tài tại một kỳ SEA Games. Lần đầu là tại SEA Games 30 (2019, Philippines). Môn Kurash tại SEA Games 31 diễn ra trong 3 ngày: 10/5, 11/5 và 13/5. Nhà thi đấu Hoài Đức (huyện Hoài Đức, Hà Nội) là nơi diễn ra các trận đấu thuộc môn Kurash.

## Nội dung thi đấu
Môn Kurash tại SEA Games 31 có 10 nội dung thi đấu, tương đương với 10 bộ huy chương. 10 nội dung gồm 5 dành cho các hạng cân của nam và 5 dành cho các hạng cân của nữ. Cả 10 nội dung thi đấu của Kurash tại Đại hội thể thao Đông Nam Á năm nay lần này đều là đấu đối kháng, cụ thể:
- Nam: -60 kg, -66 kg, -73 kg, -81 kg, -90 kg
- Nữ: -48 kg, -52 kg, -57 kg, -70 kg, +87 kg

## Lịch thi đấu
| Ngày  | Giờ   | Nội dung          |
| ----- | ----- | ----------------- |
| 10/05 | 14:00 | Thi đấu đối kháng |
| 11/05 | 14:00 | Thi đấu đối kháng |
| 13/05 | 14:00 | Thi đấu đối kháng |

## Bảng tổng sắp huy chương
| Hạng               | Đoàn               | Vàng | Bạc | Đồng | Tổng số |
| ------------------ | ------------------ | ---- | --- | ---- | ------- |
| 1                  | Việt Nam (VIE)     | 7    | 5   | 5    | 17      |
| 2                  | Philippines (PHI)  | 1    | 3   | 5    | 9       |
| 3                  | Thái Lan (THA)     | 1    | 1   | 5    | 7       |
| 4                  | Myanmar (MYA)      | 1    | 1   | 2    | 4       |
| 5                  | Malaysia (MAS)     | 0    | 0   | 3    | 3       |
| Tổng số (5 đơn vị) | Tổng số (5 đơn vị) | 10   | 10  | 20   | 40      |

## Danh sách huy chương

### Giải nam
| Nội dung    | Vàng                                 | Bạc                           | Đồng                                      |
| ----------- | ------------------------------------ | ----------------------------- | ----------------------------------------- |
| Giải -60 kg | Lê Công Hoàng Hải · Việt Nam         | Phạm Võ Hoàng An · Việt Nam   | Al Rolan Llamas Sorne · Philippines       |
| Giải -60 kg | Lê Công Hoàng Hải · Việt Nam         | Phạm Võ Hoàng An · Việt Nam   | Seksan Arnkhian · Thái Lan                |
| Giải -66 kg | Lê Đức Đông · Việt Nam               | Phan Trúc Phi · Việt Nam      | Natchanon Saengkaew · Thái Lan            |
| Giải -66 kg | Lê Đức Đông · Việt Nam               | Phan Trúc Phi · Việt Nam      | Yousuff Daniel Fauzi Cruz · Malaysia      |
| Giải -73 kg | Jackielou Escarpe Agon · Philippines | Apicha Boonrangsee · Thái Lan | Mohamad Razlan Rohaidi · Malaysia         |
| Giải -73 kg | Jackielou Escarpe Agon · Philippines | Apicha Boonrangsee · Thái Lan | Soe Myint Tun · Myanmar                   |
| Giải -81 kg | Bùi Minh Quân · Việt Nam             | Trần Thanh Hiển · Việt Nam    | Nopphasit Lertsirisombut · Thái Lan       |
| Giải -81 kg | Bùi Minh Quân · Việt Nam             | Trần Thanh Hiển · Việt Nam    | Renzo Miguel Cazeñas Castro · Philippines |
| Giải -90 kg | Trần Thương · Việt Nam               | Lê Duy Thành · Việt Nam       | George Angelo Baclagan · Philippines      |
| Giải -90 kg | Trần Thương · Việt Nam               | Lê Duy Thành · Việt Nam       | Mohamed Ezzat Mohamed Noor · Malaysia     |

### Giải nữ
| Nội dung    | Vàng                             | Bạc                                  | Đồng                                 |
| ----------- | -------------------------------- | ------------------------------------ | ------------------------------------ |
| Giải -48 kg | Tô Thị Trang · Việt Nam          | Helen Aclopen Talongen · Philippines | Khin Khin Su · Myanmar               |
| Giải -48 kg | Tô Thị Trang · Việt Nam          | Helen Aclopen Talongen · Philippines | Duangdara Kumlert · Thái Lan         |
| Giải -52 kg | Phạm Nguyễn Hồng Mơ · Việt Nam   | Charmea Quelino Kingay · Philippines | Nguyễn Thị Tuyết Hân · Việt Nam      |
| Giải -52 kg | Phạm Nguyễn Hồng Mơ · Việt Nam   | Charmea Quelino Kingay · Philippines | Noelle Roseline Grandjean · Thái Lan |
| Giải -57 kg | Saowalak Homklin · Thái Lan      | Đồng Thị Thu Hiền · Việt Nam         | Estie Gay Liwanen · Philippines      |
| Giải -57 kg | Saowalak Homklin · Thái Lan      | Đồng Thị Thu Hiền · Việt Nam         | Nguyễn Thị Ngọc Nhung · Việt Nam     |
| Giải -70 kg | Nguyễn Thị Thanh Trâm · Việt Nam | Phyo Swe Zin Kyaw · Myanmar          | Bianca Estrella Tialco · Philippines |
| Giải -70 kg | Nguyễn Thị Thanh Trâm · Việt Nam | Phyo Swe Zin Kyaw · Myanmar          | Nguyễn Thị Lan · Việt Nam            |
| Giải +87 kg | Aye Aye Aung · Myanmar           | Sydney Sy Tangcontian · Philippines  | Trần Thị Thanh Thủy · Việt Nam       |
| Giải +87 kg | Aye Aye Aung · Myanmar           | Sydney Sy Tangcontian · Philippines  | Hoàng Bùi Thúy Linh · Việt Nam       |